# جزيرة القديس بطرس
جزيرة القديس بطرس (بالألمانية: Sankt Petersinsel) هي شبه جزيرة وجزيرة سابقة تقع في بحيرة بيل بكانتون برن السويسري. يبلغ طولها حوالي خمسة كيلومترات ويصل عرضها في أقصى نقطة منها إلى حوالي 800 متر. أمَّا أعلى نقطة عليها فيصل ارتفاعها إلى 474 متراً فوق مستوى سطح البحر أو ما يعادل 45 متراً فوق مستوى سطح مياه البحيرة. يعود تاريخ تشكلها إلى العصر الجليدي الأخير حين بلغت مثلجة الرون حتى حدود جبال جورا. كما تُمثل شنخة بالنسبة لتلة يوليمونت فوق إيرلاخ. ومن الناحية الإدارية والسياسية فتنقسم الجزيرة بين كل من بلدية إيرلاخ وبلدية توان-توشيرتز والجزء الأكبر منها يقع ضمن البلدية الأخيرة.
انخفض مستوى مياه بحيرات منطقة سيلاند الثلاثة إبَّان أواخر القرن التاسع عشر عقب الأعمال الهندسية التي جرت لإصلاح مياه الجورا، وكان هذا الانخفاض كافياً لإظهار البرزخ الرابط ما بين إيرلاخ وجزيرة القديس بطرس والذي كان حينها غارقاً تحت المياه. وهكذا فقد أصبحت الجزيرة فعلياً شبه جزيرة منذ حينها، ولكن ظلت قناة تفصلها عن شاطئ البحيرة.
كان أول من أقام على الجزيرة جماعة من رهبان فرقة الإصلاح الكلوني وبنوا عليها ديراً عام 1127. قضى جان جاك روسو شهرين على الجزيرة قبل نفيه عام 1765 ووصف الفترة التي قضاها على الجزيرة بأنها كانت «أسعد وقت في حياته».

## الدير

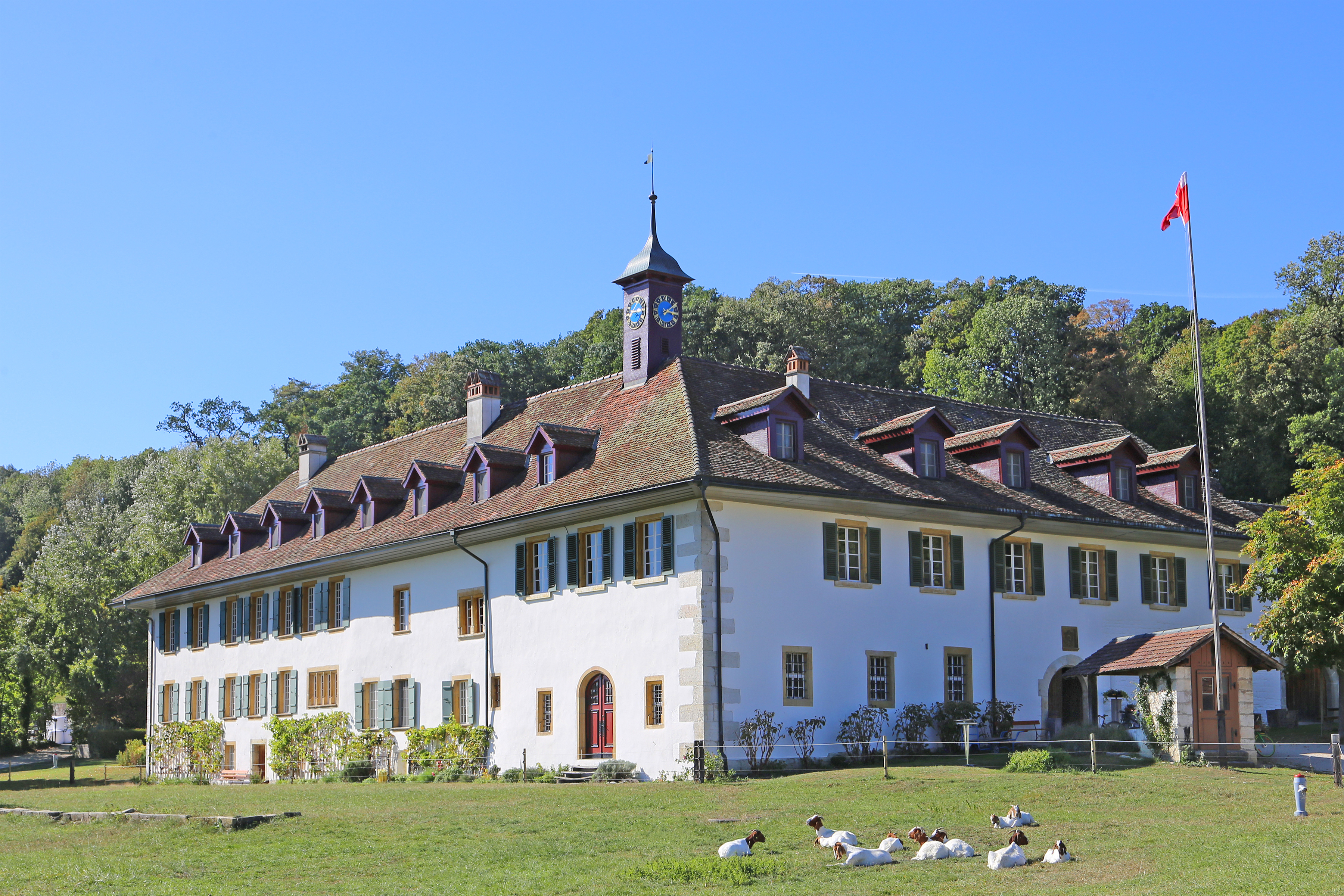
مبنى الدير السابق

يعدّ مبنى الدير السابق الواقع في «جزيرة القديس بطرس» أحد المواقع المدرجة على الدليل السويسري للممتلكات الثقافية ذات الأهمية الوطنية والإقليمية. يعود تاريخ تأسيس الدير إلى عام 1107 حيث منح الكونت فيلهيلم الثالث من بورغندي-ماكون أراضيه في كل من بيلمون وعلى الجزيرة إلى دير كلوني (كانت الجزيرة حينها تعرف باسم «جزيرة الكونتات»). وهكذا تم بناء دير صغير على الجزيرة ويُحتمل أن الدير بُني على موقع كنيسة أقدم. اُكتشفت آثار لقبور ميروفنجية وآثار لدير كارولنجي وبازيليكا مهجورة تعود للقرن الحادي عشر بالقرب من المبنى الحالي. أقام في الدير الصغير خمسة رهبان على أكثر تقدير وربما احتوى على غرف إضافية لاستضافة العابرين والمسافرين. دُفِن فيلهيلم الرابع وهو ابن فيلهيلم الثالث في مقبرة الدير بتاريخ 10 فبراير عام 1127، وهذا بعد مقتله في بايرن قبل عدة أيام من ذلك. بُنيت كنيسة خاصة بالدير شمال المبنى خلال الثلث الأول من القرن الثاني عشر. ظلت حقوق الإدارة والفوخد الخاصة بالدير تتبع لكونتات بورغندي قبل أن تنتقل إلى آل تسيرينغن ومن ثم إلى كونتات كيبورغ خلال القرن الثالث عشر ومن ثم إلى كونتات نيداو خلال النصف الأول من القرن الرابع عشر. تم حل الدير عام 1484 وسلمت عقاراته إلى مجمع الكنسيين التابع لكاتدرائية برن. ونُقلت ملكية مباني الدير إلى مستشفى نيديرن في برن بعد قبول أهل المدينة للإصلاح البروتستانتي عام 1530. وهُدم مبنى الكنيسة المرافق للدير عام 1577 وبُني قبو نبيذ تحت موقع الكُورس السابق. واُستعمل مبنى الدير على مدى السنوات اللاحقة كمزرعة لرعاية الخراف وكنُزُل وتم تغيير وتحديث تصميمه وإعادة بناءه إلى حدٍ كبير. بُني الدير بالأصل كمبنى رباعي الجوانب يتوسطه فناء، ولكن تم هدم الجناح الشمالي خلال الفترة من عام 1810 حتى 1815 وأصبح المبنى على شكل حدبة حصان ويتألف من ثلاثي الأجنحة. وتم توحيد الجناح الجنوبي تحت سقف واحد في القرن التاسع عشر، وتم تجديده على نمط الهايماشتيل السويسري عام 1911.
أمَّا في يومنا هذا فقد تحول مبنى الدير إلى فندق ومطعم.

## وصلات خارجية
- St. Peter's Island on biel-seeland.ch
- St. Peter's Island on MySwitzerland.com